# Faux (Ardenes)
Faux és un municipi francès situat al departament de les Ardenes i a la regió del Gran Est. L'any 2007 tenia 55 habitants.

## Demografia

### Població
El 2007 la població de fet de Faux era de 55 persones. Hi havia 25 famílies de les quals 4 eren unipersonals (4 homes vivint sols), 8 parelles sense fills, 5 parelles amb fills i 8 famílies monoparentals amb fills.
La població ha evolucionat segons el següent gràfic:
Habitants censats

### Habitatges
Tots els 23 habitatges que hi havia el 2007 eren l'habitatge principal de la família. Tots els 23 habitatges eren cases. Dels 23 habitatges principals, 18 estaven ocupats pels seus propietaris i 5 estaven llogats i ocupats pels llogaters; 4 tenien tres cambres, 2 en tenien quatre i 17 en tenien cinc o més. 19 habitatges disposaven pel capbaix d'una plaça de pàrquing. A 8 habitatges hi havia un automòbil i a 12 n'hi havia dos o més.

### Piràmide de població
La piràmide de població per edats i sexe el 2009 era:
| Homes | Edats   | Dones |
| ----- | ------- | ----- |
| 0     | 95 o +  | 0     |
| 0     | 90 a 94 | 0     |
| 0     | 85 a 89 | 0     |
| 0     | 80 a 84 | 0     |
| 4     | 75 a 79 | 0     |
| 4     | 70 a 74 | 4     |
| 0     | 65 a 69 | 4     |
| 0     | 60 a 64 | 0     |
| 0     | 55 a 59 | 0     |
| 4     | 50 a 54 | 0     |
| 0     | 45 a 49 | 0     |
| 8     | 40 a 44 | 8     |
| 4     | 35 a 39 | 0     |
| 0     | 30 a 34 | 0     |
| 0     | 25 a 29 | 0     |
| 0     | 20 a 24 | 0     |
| 8     | 15 a 19 | 4     |
| 8     | 10 a 14 | 0     |
| 0     | 5 a 9   | 0     |
| 0     | 0 a 4   | 0     |

## Economia
El 2007 la població en edat de treballar era de 32 persones, 29 eren actives i 3 eren inactives. De les 29 persones actives 26 estaven ocupades (16 homes i 10 dones) i 3 estaven aturades (2 homes i 1 dona). De les 3 persones inactives 2 estaven jubilades i 1 estava classificada com a «altres inactius».
Activitats econòmiques
L'any 2000 a Faux hi havia 5 explotacions agrícoles que ocupaven un total de 575 hectàrees.

## Poblacions properes
El següent diagrama mostra les poblacions més properes.